# Hypobarathra
Hypobarathra is een geslacht van vlinders van de familie uilen (Noctuidae), uit de onderfamilie Hadeninae.

## Soorten
- H. icterias (Eversmann, 1843)
- H. repetita Butler, 1899
- H. unicolor Marumo, 1917